# Phyzelaphryne nimio
A Phyzelaphryne nimio a kétéltűek (Amphibia) osztályába, a békák (Anura) rendjébe és az Eleutherodactylidae családjába tartozó Phyzelaphryne nem egyik faja.

## Előfordulása
A faj Brazília endemikus faja. Az orszáb Amazonas államában, az Amazonas északi vízgyűjtő területén a Juami folyó medencéjében, a Japurá folyótól délre és kb. 280 km-re délkeletre a Reserva Extrativista do Baixo Juruá-tól honos. Természetes élőhelyei a szubtrópusi vagy trópusi esőerdők.

## Megjelenése
Kis méretű békafaj, a hímek hossza 11,2-15,2 mm, a nőstényeké 13,2-15 mm. A háton a bőr granulált, a hasi felületek simák, kis gumók csak a combokon találhatók. A tympanum kerek és kicsi, vízszintes átmérője a szem átmérőjének körülbelül 30 %-a. Testének színezete rejtőzködésre alkalmas, a hát alapszíne cserszínű vagy sötétbarna, sötétebb barna foltokkal és apró világosbarna vagy fehér foltokkal, az oldalak cserszínűek vagy sötétbarnák fehér vagy világos krémszínű foltokkal, a test és a végtagok alsó felülete szürkésbarna, a mellkason a legsötétebb, fehér pettyekkel vagy foltokkal. Az írisz arany vagy réz színű, fekete retikulációval és élénkvörös pupillagyűrűvel.

## Természetvédelmi helyzete
A Természetvédelmi Világszövetség Vörös listáján nem fenyegetett fajként szerepel.